# Schneverdingen
Schneverdingen (niederdeutsch/plattdüütsch Snevern) ist eine Stadt im Landkreis Heidekreis in Niedersachsen und gehört zur Metropolregion Hamburg. Schneverdingen ist ein Ausgangspunkt für den Fremdenverkehr zum Naturpark Lüneburger Heide.

## Geografie
Schneverdingen liegt mitten in der Lüneburger Heide zwischen Soltau im Süden, Rotenburg (Wümme) im Westen und Buchholz in der Nordheide im Norden. Östlich von Schneverdingen beginnt der Naturpark Lüneburger Heide.

### Stadtgliederung
Die Stadt Schneverdingen ist eine Einheitsgemeinde und besteht aus der Kernstadt sowie den Ortschaften  Großenwede, Heber, Insel, Langeloh, Lünzen, Schülern, Wesseloh, Wintermoor an der Chaussee (Ehrhorn), Wintermoor-Geversdorf und Zahrensen.
Außerdem gehören die Wohnplätze Barrl, Dannhorst, Ehrhorn, Einem, Gallhorn, Hansahlen, Hasselhof, Hemsen, Hillern, Höpen, Horst, Lünzenbrockhof, Meyerhof, Reimerdingen, Reinsehlen, Riep, Rieper Moor, Schülernbrockhof, Surbostel, Schultenwede, Steinbeck, Voigten und Wieckhorst zur Stadt.

### Nachbargemeinden
| Sittensen 32 km                                        | Buxtehude 45 km                             | Buchholz (Nordheide), Hamburg 29 km, 66 km |
| Rotenburg (Wümme), Bremen 28 km, 60 km                 | Kompassrose, die auf Nachbargemeinden zeigt | Bispingen, Lüneburg 17 km, 60 km           |
| Neuenkirchen, Visselhövede, Verden 12 km, 22 km, 47 km | Soltau 17 km                                | Celle 65 km                                |

## Geschichte
Im Jahre 1231 wurde Schneverdingen erstmals urkundlich erwähnt. Der Bischof Iso von Verden zwang den Ministerialen Lippold von Zahrenhusen, auf die Vogtei „Snewordinge“ zu verzichten.

### Wirtschaftliche Grundlage und Entwicklung
Die Gegend um Schneverdingen herum ist maßgeblich von eiszeitlichen Einflüssen und Viehhaltung, insbesondere der Heidschnucken, geprägt. Durch die Bewirtschaftung mit diesem Vieh, in Verbindung mit den kargen Sandböden, entstand eine großflächige Heidelandschaft (mit Calluna vulgaris bewachsen), welche heutzutage viele Touristen anzieht. Trotzdem waren weder die Viehhaltung noch der Ackerbau ergiebig, weshalb sich auch nie eine hohe Bevölkerungsdichte einstellte.

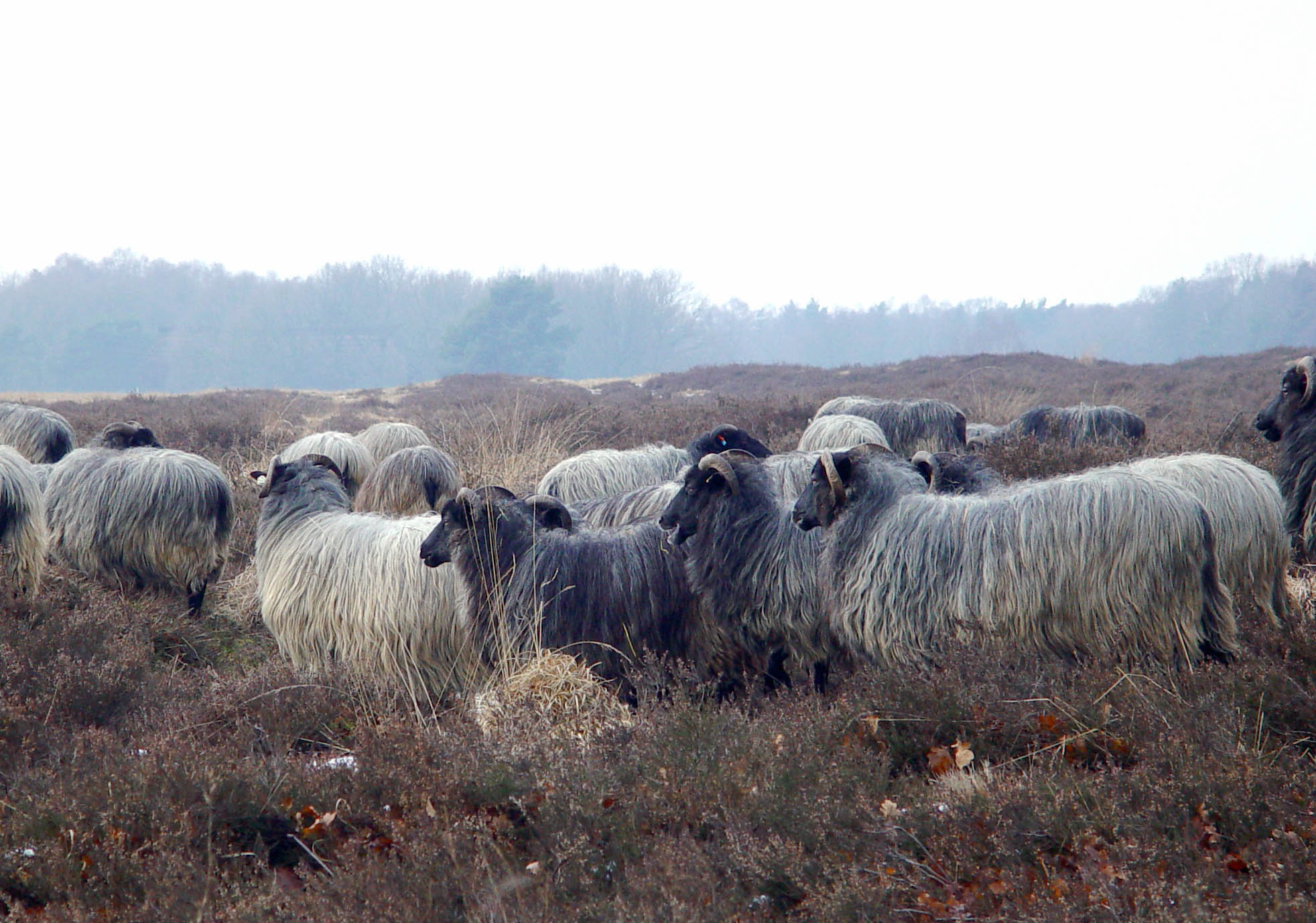
Heidschnuckenherde bei Schneverdingen

Mit dem Aufkommen des Mineraldüngers wurde die Landwirtschaft bedeutsamer, standen doch große Flächen, vorher mäßig fruchtbar, plötzlich in zunehmendem Maße ertragreich, zur Verfügung. Mitte des 19. Jahrhunderts traten andere handwerkliche Berufe stärker in den Vordergrund. Große Bedeutung erlangte die Lederverarbeitung zur Herstellung von Schuhen. Zur Blütezeit arbeiteten in Schneverdingen über 300 Schuhmacher. Daraus entwickelten sich zahlreiche Schuhfabriken, von denen heute allerdings aufgrund des Strukturwandels in dieser Branche nur noch ein Betrieb existiert.

### Entwicklung von Verkehr, Bildung und Militär
Seit Anfang des 20. Jahrhunderts verbindet die Heidebahn Schneverdingen mit Hamburg im Norden sowie Hannover im Süden. Sie trug unrühmlich zur Geschichte des Deutschen Reiches bei. Auf ihr wurden Menschen in Konzentrationslager transportiert, insbesondere ins KZ Bergen-Belsen. Zu diesem Thema werden noch lokal-historische Forschungen angestellt, weswegen eine abschließende Dokumentation schwer möglich ist.
Anfang des 20. Jahrhunderts unterhielt der Yachtkonstrukteur Max Oertz für Testflüge einen Flugplatz in Schneverdingen. Noch heute zeugen die Straßen „Am Alten Flugplatz“ und die „Max-Oertz-Str.“ hiervon, der Flugplatz ist Wohngebieten gewichen. Die genannten Straßen liegen beide auf dem ehemals 500 Morgen großen Gelände. Der heutige Segelflugplatz in Reinsehlen ist später entstanden. 1897 wurde die Volksschule des Ortes errichtet. Das Gebäude wird heute „Alte Schule“ genannt. 1942 wurde die Volksschule in eine Hauptschule umgewandelt.
Ostern 1912 eröffnete die Höhere Privatschule zu Schneverdingen und sollte Jungen auf das Einjährige-Freiwilligen-Examen vorbereiten. Mädchen sollten einen entsprechenden Unterricht erhalten. Ostern 1920 ging die Privatschule in die neu eingerichtete gehobene Abteilung der Volksschule auf.
Am 1. April 1940 eröffnete die Mittelschule, die aus der gehobenen Abteilung der Volksschule entstand. Ihr erster Leiter war Rektor Borschel, der zugleich die Volksschule leitete.
Vom 12. April 1945 bis 14. Dezember 1945 musste die Mittelschule kriegsbedingt schließen. Der Leiter Meyer ging im selben Jahr in den Ruhestand. Sein Nachfolger Meyer begann den Unterricht wieder. Durch Krieg und Besetzung war ein Großteil der Schuleinrichtung zerstört. Am 7. Januar 1947 zog die Schule in das Landjahrheim im Ortsteil Hansahlen ein.
1965 wurde ein neues Schulgebäude für die inzwischen geheißene Realschule am Timmerrahde eingeweiht. Es wurde von der Architektengruppe Schweitzer aus Braunschweig erbaut und kostete 1.549.450,08 DM.
Bei Reinsehlen, einem Teil des Ortsteils Insel, entstand ab 1938 ein Militärflugplatz der deutschen Luftwaffe. Er diente während des Zweiten Weltkriegs als Ausbildungs- und Einsatzflugplatz unter dem Tarnnamen Posemuckel. In der Kriegsendphase ab 1945 waren auf dem Flugplatz die ersten neuartigen Düsenflugzeuge stationiert, wie der erste strahlgetriebene Bomber Arado 234. Nach dem Einmarsch britischer Truppen nutzten sie die militärischen Einrichtungen und Unterkünfte,
stellten sie aber 1946 deutschen Behörden zur Unterbringung von Flüchtlingen und Vertriebenen zur Verfügung. Ab 1946 lebten darin durchschnittlich etwa 1500 Personen, womit es eines der größten Flüchtlingslager in Norddeutschland war. 1949 forderte die britische Besatzungsmacht das Lager zurück zur Einrichtung eines militärischen Trainingscamps. Ab 1950 diente das ehemalige Flugplatzgelände unter dem Namen Camp Reinsehlen als Basislager für britische Panzerübungen in der Lüneburger Heide.

### Entwicklung der Stadt
Nach dem Zweiten Weltkrieg wandelte sich der Ort. Die Bevölkerung wuchs schnell an. Am 1. März 1974 wurden die Gemeinden Großenwede, Heber, Insel, Langeloh, Lünzen, Schülern, Wesseloh, Wintermoor und Zahrensen sowie größere Gebietsteile der aufgelösten Gemeinde Ehrhorn mit damals etwas mehr als 600 Einwohnern eingegliedert. Am 30. Oktober 1976 erhielt Schneverdingen die Stadtrechte.
Schneverdingen liegt im Verbreitungsraum der niederdeutschen Sprache. Es werden Anstrengungen unternommen, die Kinder schon in frühem Alter an die Sprache heranzuführen, die in den vorhergehenden Jahrzehnten zunehmend aus dem öffentlichen Leben herausgedrängt worden ist. Zwischen 2006 und 2009 wurden nach und nach die Ortsschilder in den meisten Orten der Stadt Schneverdingen mit bilingualen Ortsschildern ersetzt.

## Religion

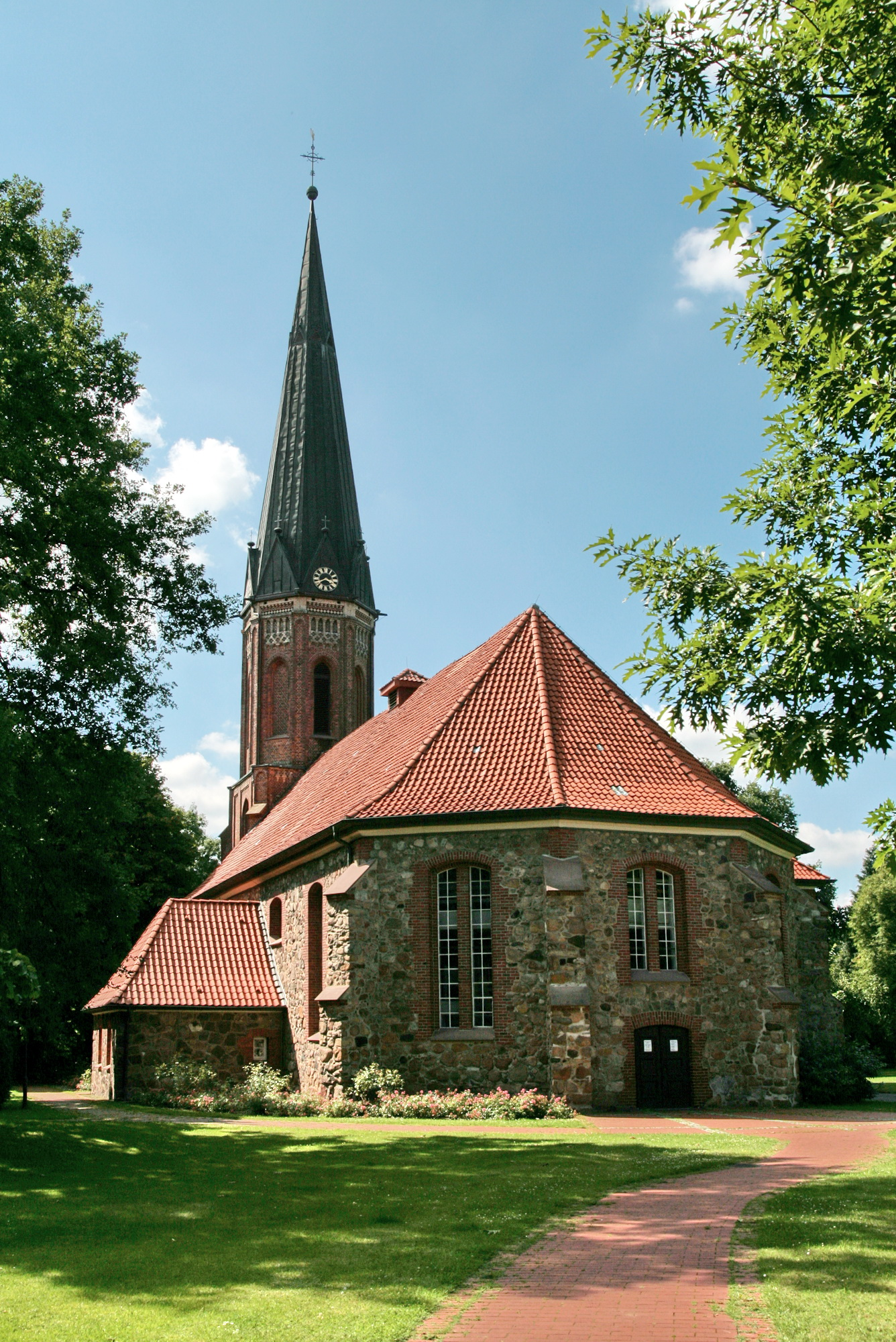
Peter-und-Paul-Kirche

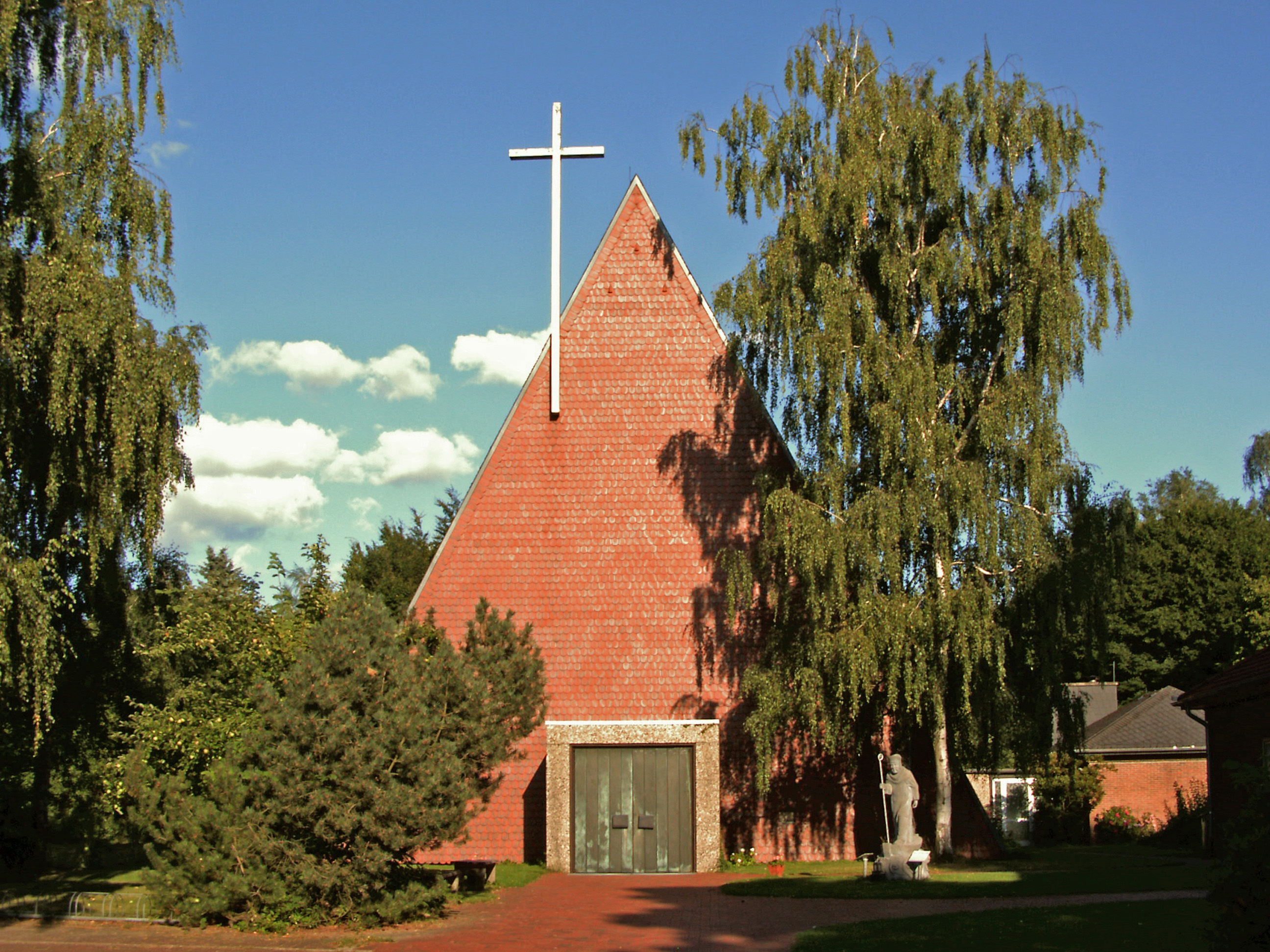
St.-Ansgar-Kirche

Die Mehrheit der konfessionell gebundenen Einwohner gehört zur evangelisch-lutherischen Landeskirche. Insgesamt bestehen drei evangelisch-lutherische Gemeinden: Die Peter-und-Paul-Kirche, die Markusgemeinde mit der Eine-Welt-Kirche und die Friedenskirche Heber.
Die römisch-katholische Filialgemeinde St. Ansgar gehört seit 2006 zur Soltauer Pfarrgemeinde St. Maria. Ihre an der Feldstraße gelegene Kirche wurde 1962/63 erbaut, deren äußere Form wurde einem Heideschafstall nachempfunden.
Ferner befinden sich in Schneverdingen drei freikirchliche Gemeinden. Dies ist die Christuskirche an der Freudenthalstraße, die zum Bund Freikirchlicher Pfingstgemeinden gehört. Die Freie evangelische Gemeinde, deren Anfänge bis ins Jahr 1902 zurück reichen, errichtete 1904/05 ihr Vereinshaus an der Grünhagenstraße. 1984 wurde ein größeres Gemeindehaus an der Heinrich-Loose-Straße, das Gebäude einer ehemaligen Berufsschule, eingeweiht. 2003 wurde die Johannes-Gemeinde (freikirchliche evangelische Hausgemeinde) gegründet.
Daneben existiert eine neuapostolische Gemeinde des Bezirks Lüneburg mit ihrer Kirche an der Schröderstraße sowie Zeugen Jehovas und Angehörige des Islam.
Im Ortsteil Lünzen besteht das buddhistische Nonnenkloster Shide, in dem Nonnen der tibetischen Gelug-Schule leben und das öffentliche Seminare durchführt.
Im Ortsteil Langeloh gibt es mit dem Milarepa Retreat Zentrum ein weiteres buddhistisches Zentrum als Hauptsitz der Drikung-Kagyu-Tradition des tibetischen Buddhismus in Europa.

## Politik
Schneverdingen ist in die Kernstadt und weitere zehn Ortschaften gegliedert. Jede der Ortschaften hat einen Ortsvorsteher. Diese werden vom Rat auf Vorschlag der Fraktion bestimmt, deren Mitglieder der Partei oder Wählergruppe angehören, die in der jeweiligen Ortschaft bei der letzten Ratswahl die meisten Stimmen erhalten hat.

### Rat
Der Rat der Stadt Schneverdingen besteht aus 32 Ratsfrauen und Ratsherren. Dies ist die gemäß § 46 NKomVG festgelegte Anzahl für eine Stadt mit einer Einwohnerzahl zwischen 15.001 und 20.000. Die 32 Ratsmitglieder werden durch eine Kommunalwahl für jeweils fünf Jahre gewählt. Stimmberechtigt im Rat ist außerdem die hauptamtliche Bürgermeisterin. 
Nach der Kommunalwahl am 12. September 2021 setzt sich der Rat wie folgt zusammen:
| Rat der Stadt Schneverdingen 2021Insgesamt 32 Sitze - SPD: 12 - Grüne: 5 - SWG: 2 - FDP: 1 - CDU: 11 - AfD: 1 |

Die vorherigen Kommunalwahlen ergaben die folgenden Sitzverteilungen:
| Wahljahr                                                           | SPD | CDU | Grüne | AfD | FDP | LKR* | SWG | NPD | Gesamt   | Wahlbeteiligung |
| ------------------------------------------------------------------ | --- | --- | ----- | --- | --- | ---- | --- | --- | -------- | --------------- |
| 2016                                                               | 13  | 10  | 4     | 2   | 1   | 1    | 1   | 0   | 32 Sitze | 59,8 %          |
| 2011                                                               | 14  | 11  | 5     | -   | -   | -    | 1   | 1   | 32 Sitze |                 |
| *bis November 2016 als Allianz für Fortschritt und Aufbruch (ALFA) |     |     |       |     |     |      |     |     |          |                 |

In den Verwaltungsausschuss, der hinter dem Rat und vor dem Bürgermeister das zweithöchste Entscheidungsorgan der Stadt ist, entsenden die SPD neben der Bürgermeisterin vier, die CDU drei und Bündnis 90/Die Grünen einen Beigeordneten. Der Erste Stadtrat Mark Söhnholz (parteilos) hat einen Sitz mit beratender Stimme.-->

### Bürgermeisterin
Hauptamtliche Bürgermeisterin ist seit 1. November 2011 Meike Moog-Steffens (parteilos, jedoch für die SPD angetreten). Bei der Bürgermeisterwahl am 26. Mai 2019 wurde sie bei einer Wahlbeteiligung von 60,3 Prozent mit 89,4 Prozent der gültigen Stimmen im Amt bestätigt.

### Wappen
| Wappen von Schneverdingen | Blasonierung: „Geteilt von Silber (Weiß) und Rot; oben ein roter Balken, unten eine silberne (weiße) Rose mit goldenem (gelbem) Kelch.“                                                                        |
| Wappen von Schneverdingen | Wappenbegründung: Das vom Oberpräsidenten der preußischen Provinz Hannover 1937 verliehene Wappen ist abgeleitet vom Stammwappen der im 17. Jahrhundert ausgestorbenen ortsansässigen Herren von Schneverding. |

### Flagge
|  | 00Hissflagge: „Die Flagge ist rot-weiß quergestreift mit dem aufgelegten Wappen in der Mitte.“ |

### Städtepartnerschaften
Zu der polnischen Stadt Barlinek (ehemals Berlinchen) in der Woiwodschaft Westpommern (ehemals Kreis Soldin) pflegt Schneverdingen seit 1993 eine aktive Partnerschaft. Um die Partnerschaft mit Leben auszufüllen, wurde am 15. März 1995 die Deutsch-Polnische Gesellschaft Schneverdingen e. V. gegründet. Auf polnischer Seite fand im Gegenzug die Gründung einer Polnisch-Deutschen Gesellschaft statt. Zahlreiche Begegnungen haben seither stattgefunden. Waren es zunächst gegenseitige Besuche der „Offiziellen“, wurde die Partnerschaft zunehmend durch Kontakte auf der Ebene der Vereine und Schulen bereichert.
In seiner Sitzung am 7. Juni 2001 hat der Rat der Stadt Schneverdingen eine weitere Städtepartnerschaft mit Eksjö in Schweden beschlossen. Da bereits seit 1996 eine Partnerschaft zwischen Eksjö und Barlinek besteht, wurde damit die Dreierbeziehung Schneverdingen-Barlinek-Eksjö komplett.
Die Partnerschaftsurkunde wurde in Eksjö während der Veranstaltung „Eksjö-Tattoo“ vom 2. bis 5. August 2001 und in Schneverdingen während des Stadtjubiläums am 27./28. Oktober 2001 unterzeichnet. Ende des Jahres 2018 endete die Partnerschaft zu Eksjö.

## Kultur und Sehenswürdigkeiten

### Bauwerke
- Peter-und-Paul-Kirche von 1745/1746 - Ihre Kirchengemeinde wurde im Jahr 1231 erstmals urkundlich erwähnt. Über die Vorläuferkirchen liegen keine Belege vor.[11]
- Die Eine-Welt-Kirche wurde 1999 im Rahmen eines dezentralen Projektes der Expo 2000 in Holzbauweise errichtet. Innerhalb der Eine-Welt-Kirche sind in so genannten Büchern zahlreiche Erd- und Sandproben gesammelt, die von Spendern aus der ganzen Welt stammen.
- Segelfluggelände Höpen (Reinsehlen)
- Stadtbrunnen des Bildhauers Frijo Müller-Belecke
- Heimatmuseum „de Theeshof“ als bäuerliche Gehöftanlage mit Backhaus, Scheune, Stall, Treppenspeicher und Trauzimmer des Standesamtes
- Das Camp Reinsehlen mit Kunstparcours ist eine nahezu baumfreie Fläche, die wegen ihrer großen Sandmagerrasenfläche bekannt ist.

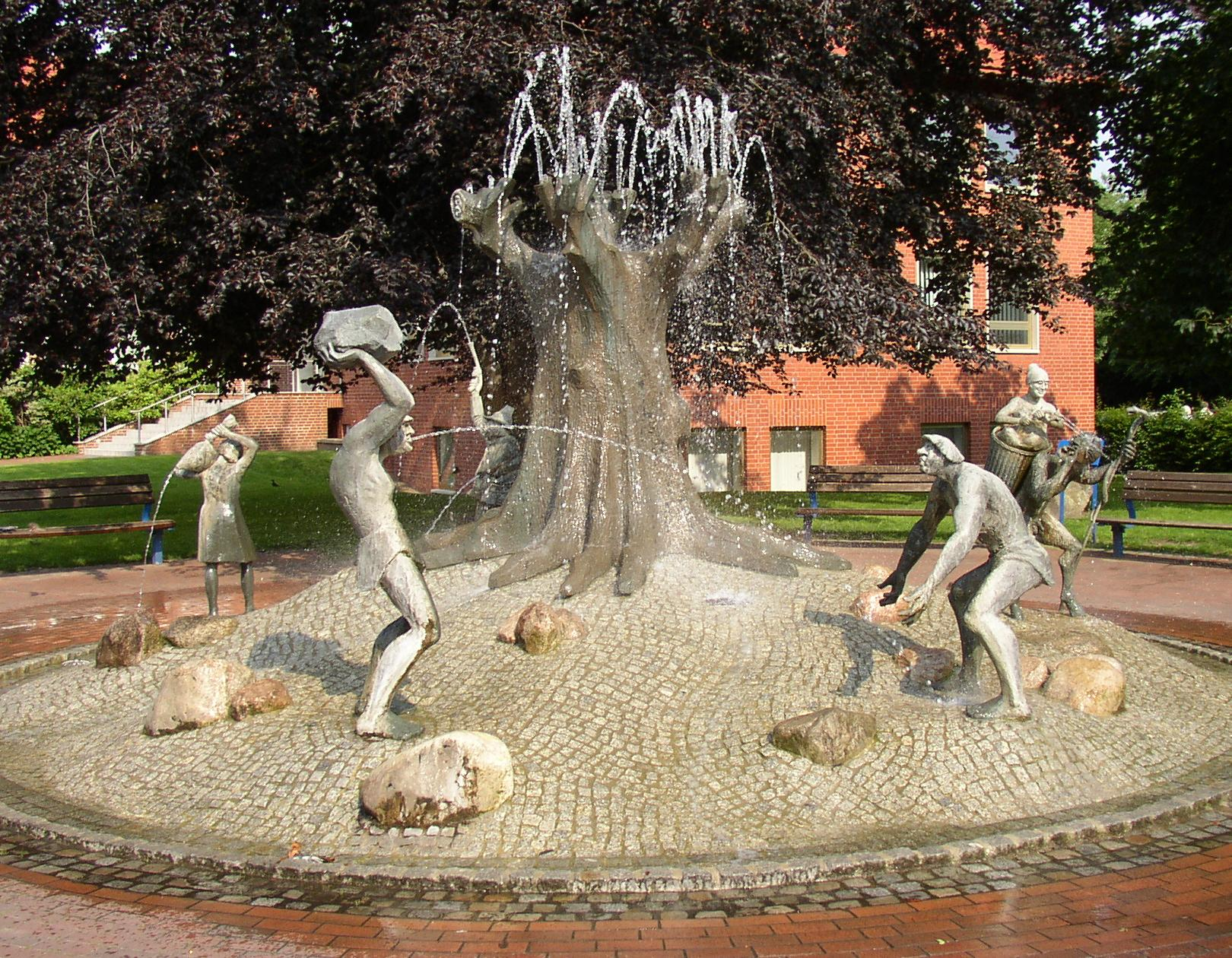
Stadtbrunnen
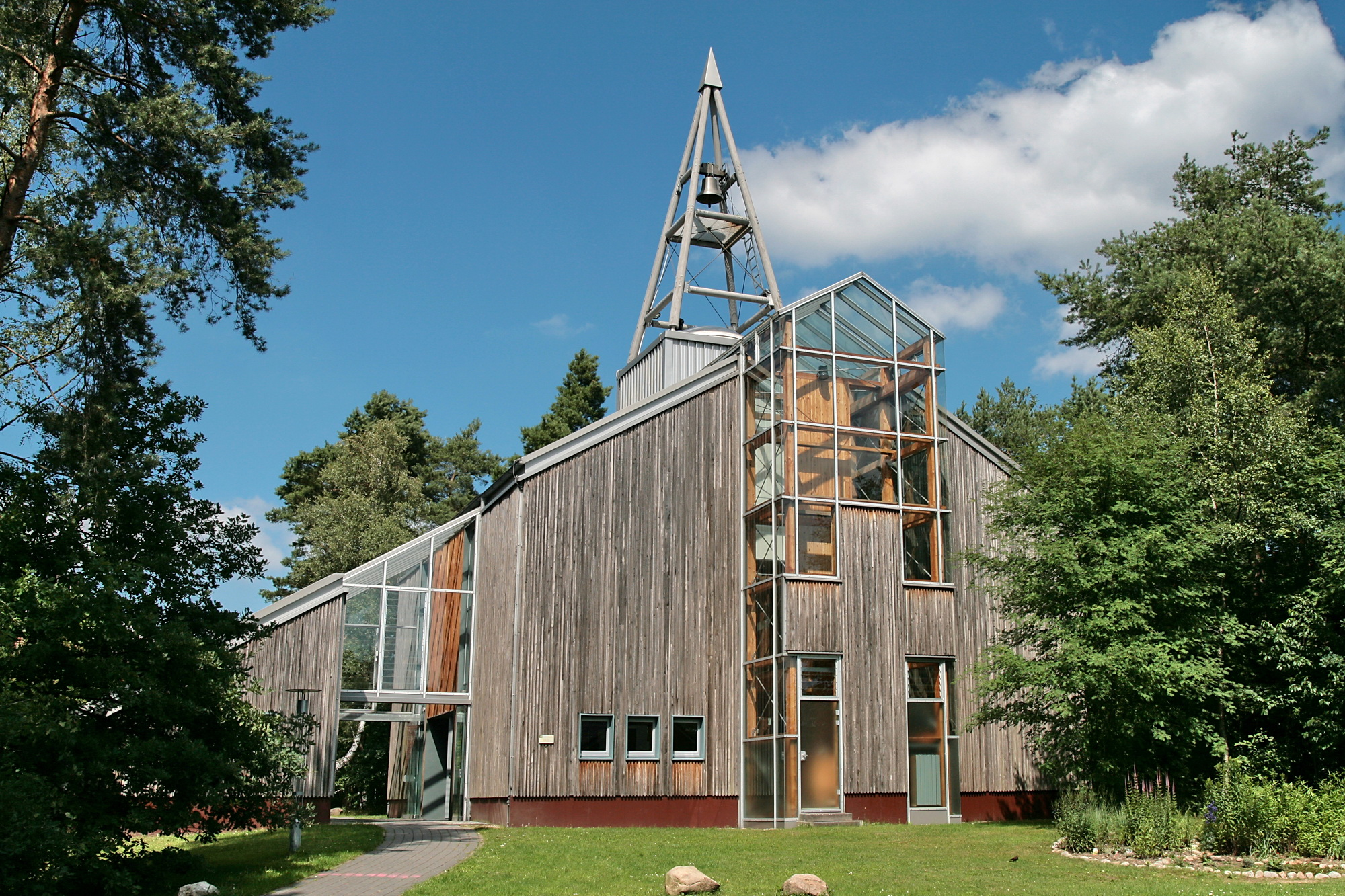
Eine-Welt-Kirche in Schneverdingen
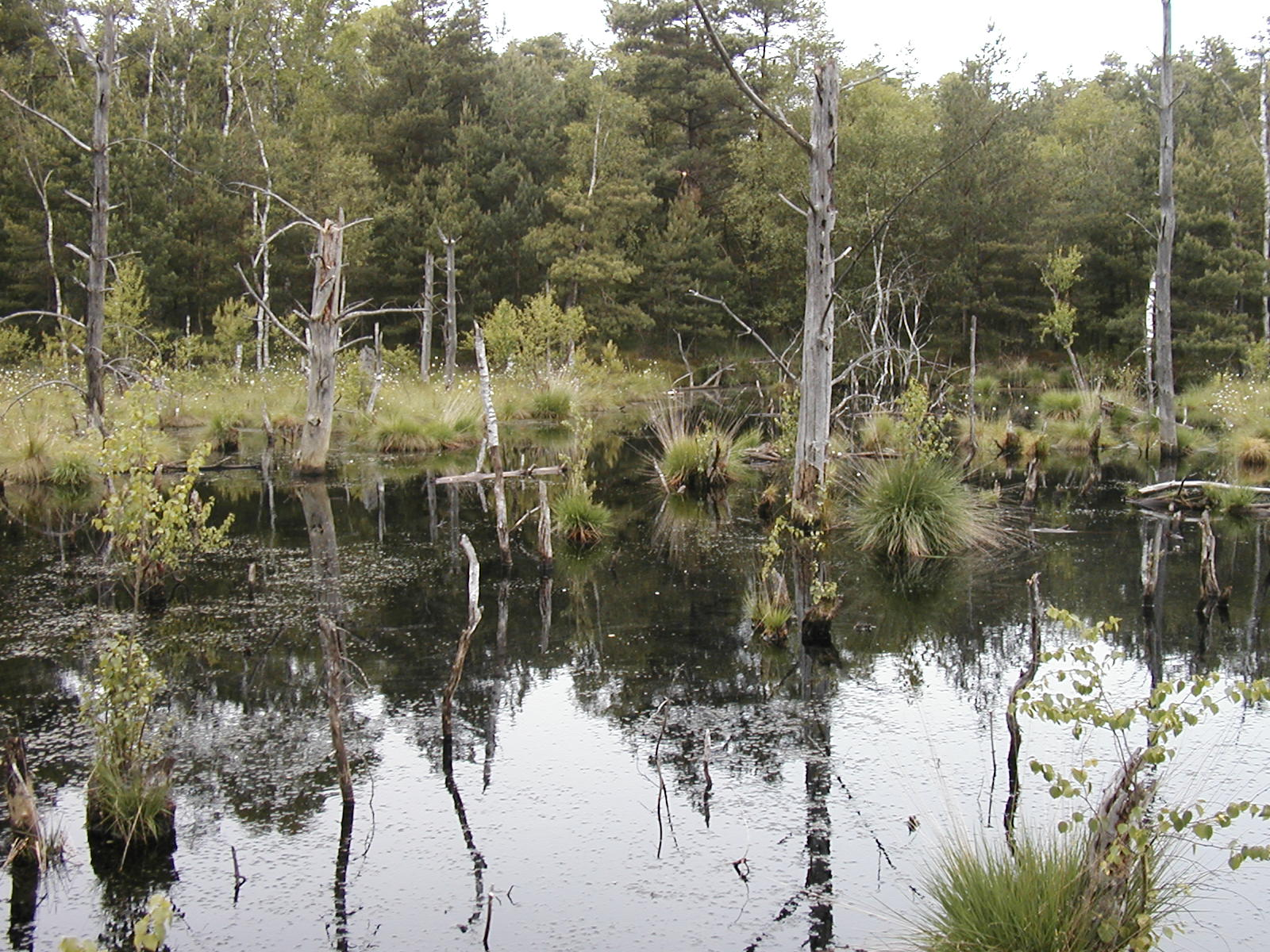
Das Pietzmoor liegt im Naturschutzgebiet der Südheide
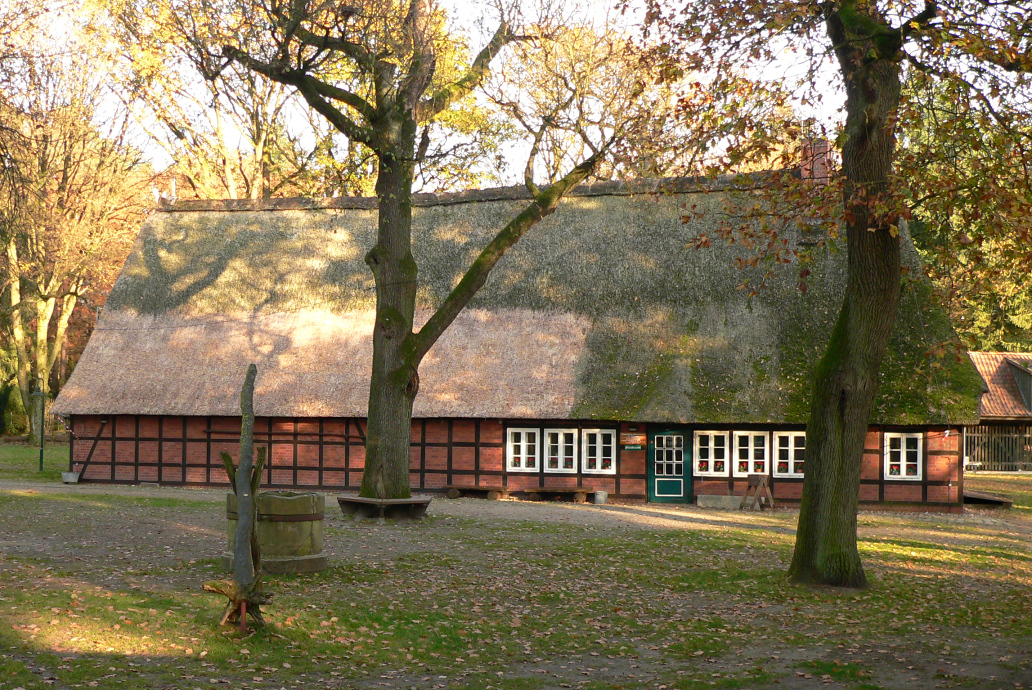
Heimathaus „de Theeshof“
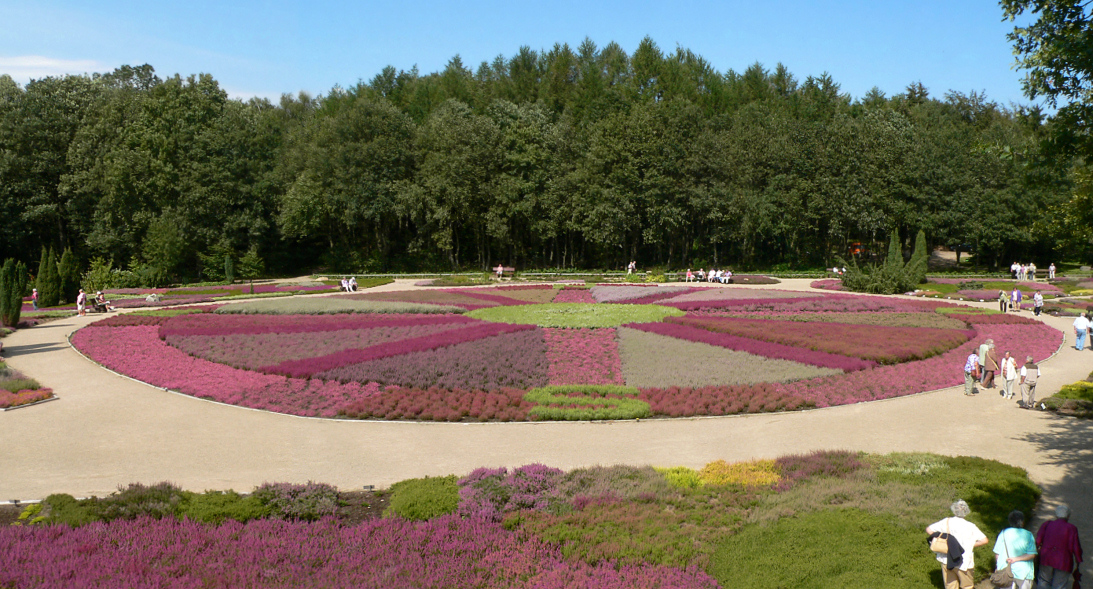
Heide im Rondell im Heidegarten

### Denkmäler
- Denkmal am Bahnhof zur Erinnerung an 62 KZ-Häftlinge, die im April 1945 in einer Grube am Bahnhof Schneverdingen von Wehrmachtssoldaten verscharrt wurden. Der Denkmalentwurf entstand 2019 im Rahmen eines Kunstwettbewerbs der Kooperativen Gesamtschule in Schneverdingen.[12]

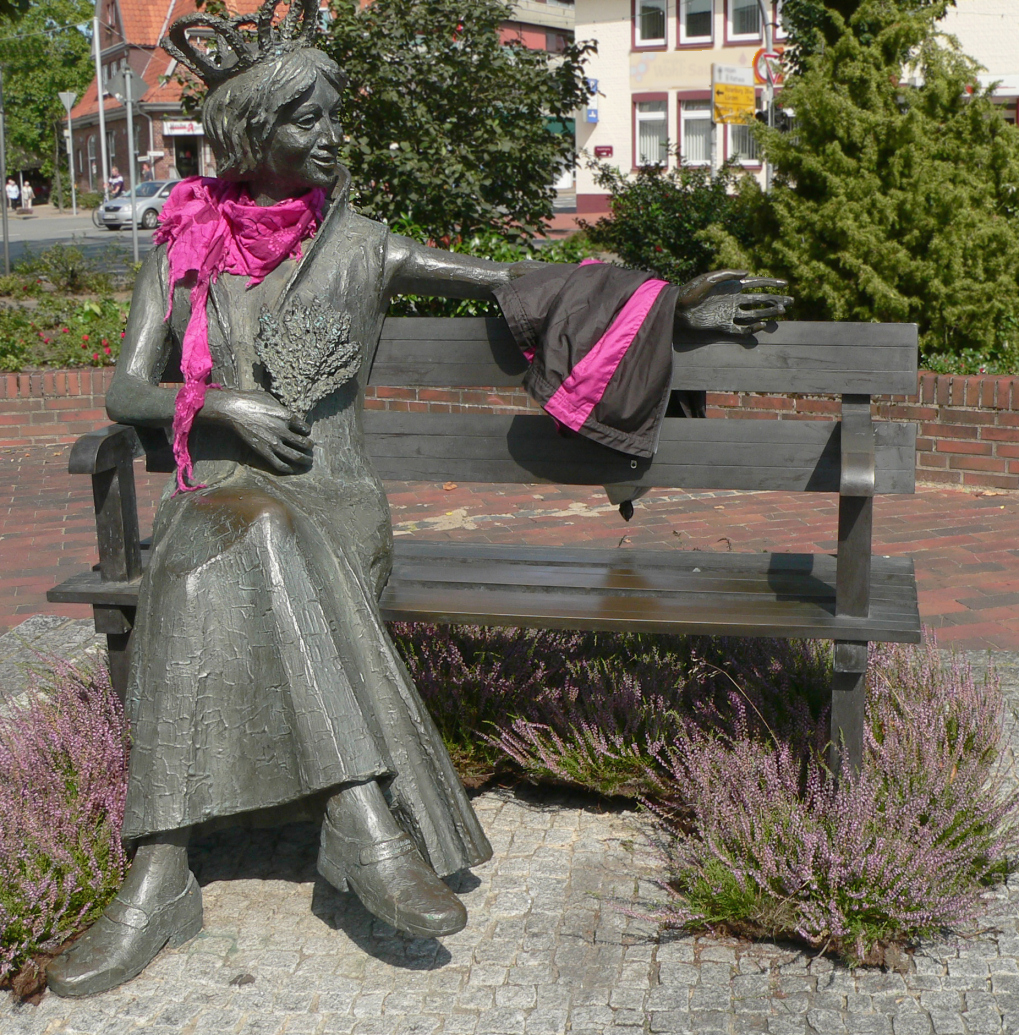
Skulptur Heidekönigin in Schneverdingen

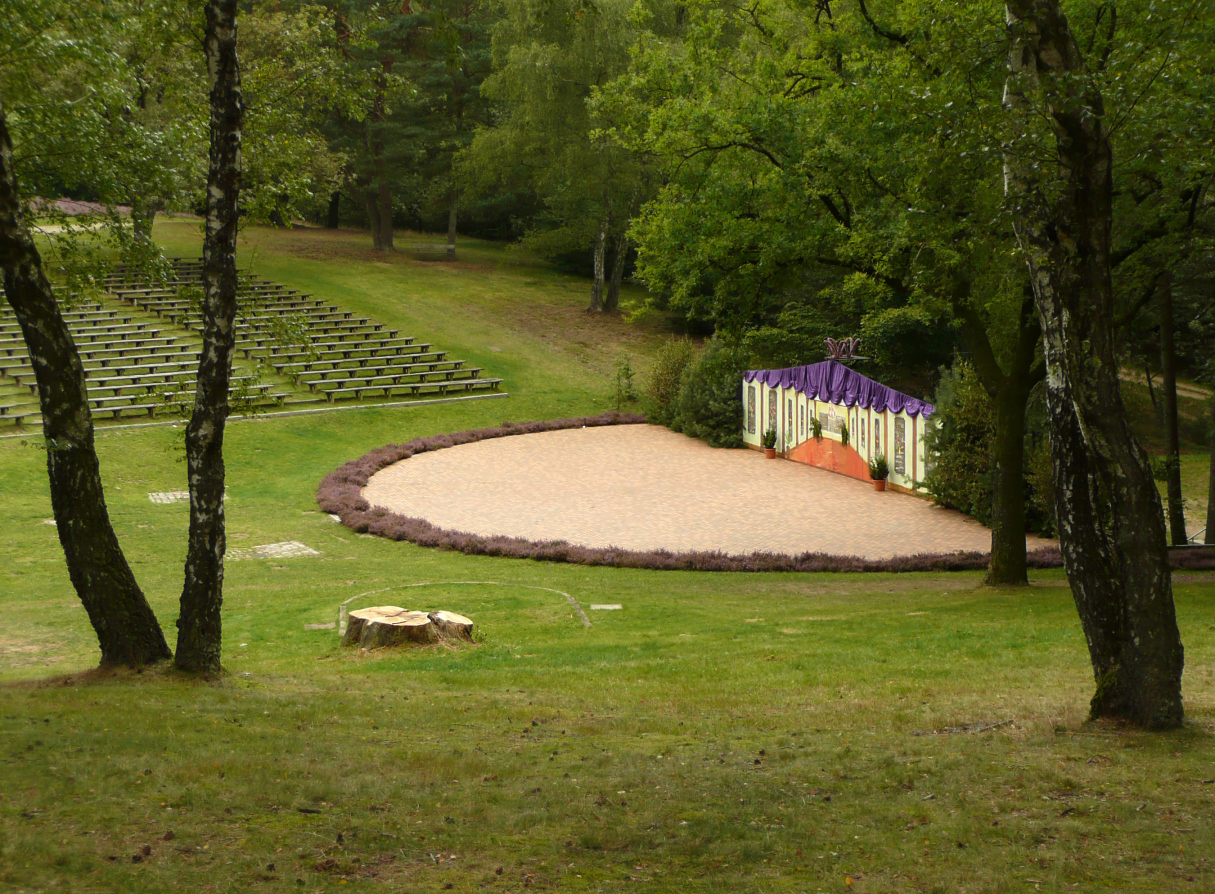
Krönungsort der Heidekönigin auf der Freilichtbühne Höpen

### Grünflächen und Naherholung
- Lüneburger Heide
- Kletterfunpark „Höhenwegarena“
- Das Pietzmoor ist das größte zusammenhängende Moor in der Lüneburger Heide
- Heidegarten „im Höpen“ im Naturpark Lüneburger Heide
- Heidjers Wohl, Erlebnisbad und Sauna

### Sport
Der TV Jahn Schneverdingen ist mit knapp 3500 Mitgliedern der größte Verein des Landkreises. Im Damen-Faustball zählt der TV Jahn mit etlichen gewonnenen Deutschen Meisterschaften sowie Erfolgen im Europapokal und Weltpokal zu den erfolgreichsten Vereinen.
Der Handball-Förderverein Schneverdingen richtet jährlich den Internationalen Heide-Cup, ein mit deutschen und internationalen Topklubs besetztes Handballturnier, in der Schneverdinger KGS-Halle aus.
Im Segelflugsport ist der Luftsportverein (LSV) Schneverdingen in der Stadt aktiv.

### Regelmäßige Veranstaltungen
Örtliche Traditionen, wie zum Beispiel die Osterfeuer, das Pfingstbaumpflanzen und Pfingstwagen (hauptsächlich in den Schneverdingen umgebenden Dörfern), werden in Schneverdingen weiter gepflegt.
- Seit 1922 wird in Schneverdingen alljährlich eine Heidekönigin gewählt. Dies ist verbunden mit dem Heideblütenfest, das ein Publikumsmagnet ist. Höhepunkt ist der Festumzug und das Festspiel mit anschließender Krönung der neuen Heidekönigin am letzten Sonntag im August auf der Freilichtbühne im Höpental.
- Höpen Air, Musikfestival

## Wirtschaft und Infrastruktur

### Unternehmen
Heute prägen über 1500 Betriebsstätten aus den Bereichen Industrie, Handwerk, Handel und Dienstleistung das Stadtbild und stellen rund 4000 Arbeitsplätze.
Aufgrund der besonderen landschaftlichen Lage ist der Fremdenverkehr mit etwa 200.000 jährlichen Übernachtungen der wichtigste Wirtschaftsfaktor geworden, vor allem nachdem im Jahre 1994 die militärische Nutzung des Soltau-Lüneburg-Übungsraumes rund um das britische Militärlager Camp Reinsehlen aufgegeben wurde.
Durch intensive Vereinsarbeit gelang es, ein Kino zu errichten und einen Bürgerbus ins Leben zu rufen.
In Schneverdingen hat die Heidekeks GmbH (seit 2019, zuvor Bisquiva GmbH & Co. KG 2009–2019, zuvor Gottena) ihren Produktionsstandort. Die Firma gehört seit 1. November 2019 zur Hans Freitag Gruppe (Verden). Zuvor gehörte die Firma zur Bahlsen Gruppe (1995–2019), nachdem sie von 1988 bis 1995 zur Firma Brandt gehörte.

### Öffentliche Einrichtungen
Die 1895 gegründete Freiwillige Feuerwehr Schneverdingen sorgt mit insgesamt rund 480 aktiven Kameraden in ihren örtlichen Feuerwehren für den abwehrenden Brandschutz und die allgemeine Hilfe. Stadtbrandmeister ist seit 2020 Gerd Bürger und seine beiden Stellvertreter sind Christian Schmalenberg und Andre Krampe.

### Bildung

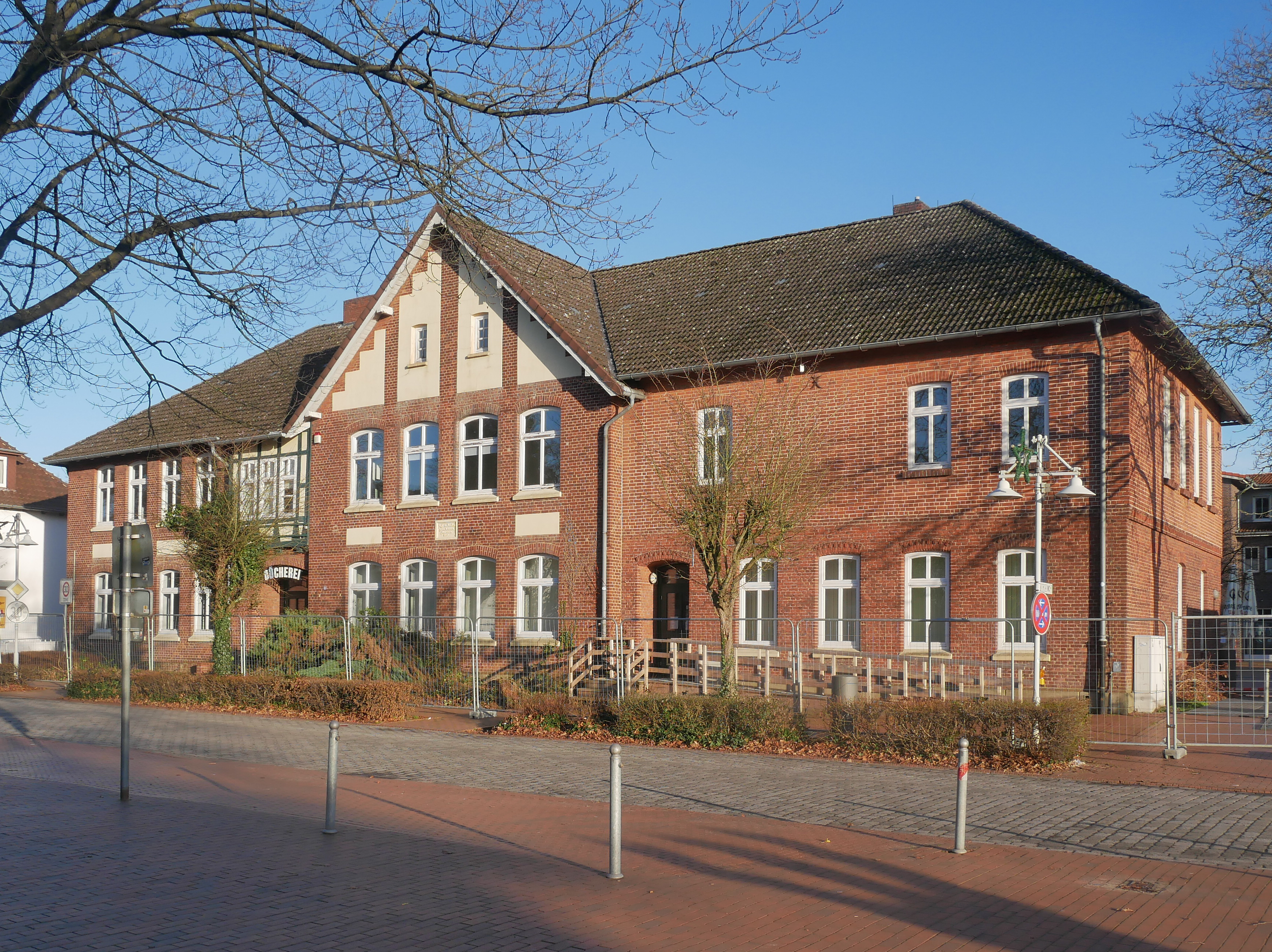
Alte Schule

Für den Elementarbereich gibt es in Schneverdingen zehn Kindertagesstätten.
Der Primarbereich wird durch vier Grundschulen, deren Träger die Stadt Schneverdingen ist, abgedeckt. Die Grundschule in Hansahlen wurde 1995 gegründet. Heute besuchen etwa 250 Kinder die dreizügige Schule, an der 28 Personen arbeiten. Im Schuljahr 2011/2012 wurde die erste und zweite Klassenstufe zu einer gemeinsamen Eingangsstufe zusammengelegt. Die Grundschule Lünzen richtete im gleichen Schuljahr ebenfalls eine Eingangsstufe ein.  Die Grundschule mit ca. 80 Schülern ist eine offene Ganztagsschule. An der 1972 gegründeten Grundschule am Pietzmoor arbeiten 19 Personen. Die 180 Kinder sind auf acht Klassen aufgeteilt. Seit dem Schuljahr 2011/2012 ist sie auch eine offene Ganztagsschule. Die Grundschule am Osterwald ist ebenfalls seit 2011/2012 eine offene Ganztagsschule. In ihr werden ca. 270 Schüler in zwölf Klassen von 16 Lehrkräften und sieben pädagogischen Mitarbeitern unterrichtet.
Die Osterwaldschule Schneverdingen ist seit 2004 eine Förderschule mit dem Schwerpunkt Lernen. 1956 wurde eine Hilfsschulklasse bzw. Sonderschulklasse in der Volksschule eingerichtet. 1959 wurde die Klasse ausgegliedert und als Sonderschule bzw. Hilfsschule weitergeführt. 1965 zog sie in die Gebäude der ehemaligen Realschule um. Seit 1973 ist sie im Gebäude am Osterwald untergebracht. 1982 wurde ihre Schulform in Sonderschule für Lernbehinderte und 2001 in Schule für Lernhilfe umbenannt. Heute werden in ihr 51 Schüler von neun Lehrern von der ersten bis zur neunten Klasse unterrichtet.
Die einzige Schule in Schneverdingen für den Sekundarbereich ist, neben der Osterwaldschule, die Kooperative Gesamtschule Schneverdingen (KGS Schneverdingen), die in Schulträgerschaft des Landkreises Heidekreis steht und die in drei Schulzweigen Hauptschule, Realschule sowie Gymnasium mit zum Abitur führender Oberstufe umfasst.
1955 wurde die Gemeindebücherei in den Archivräumen des Rathauses gegründet und siedelte 1983 in den „Alte Schule“ über. 2011 wurde ihr der Titel „Bibliothek mit Qualität und Siegel“ verliehen. Heute hat die Bücherei einen Bestand von 23.000 Medien.
Die Alfred Toepfer Akademie für Naturschutz (NNA) ist die Bildungs- und Schulungseinrichtung des Landes Niedersachsen für Naturschutz und Landschaftspflege.

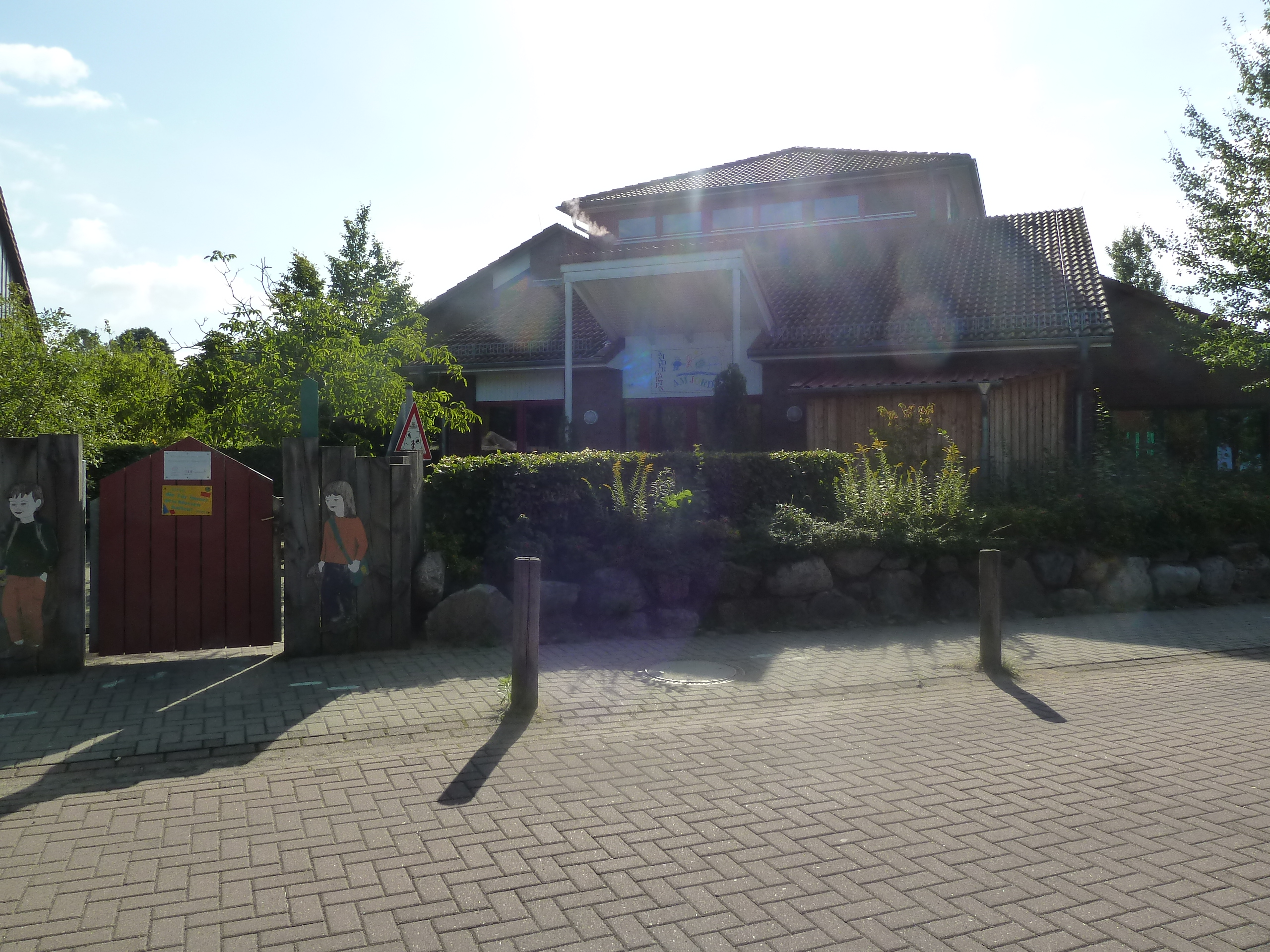
Kindergarten am Jordan
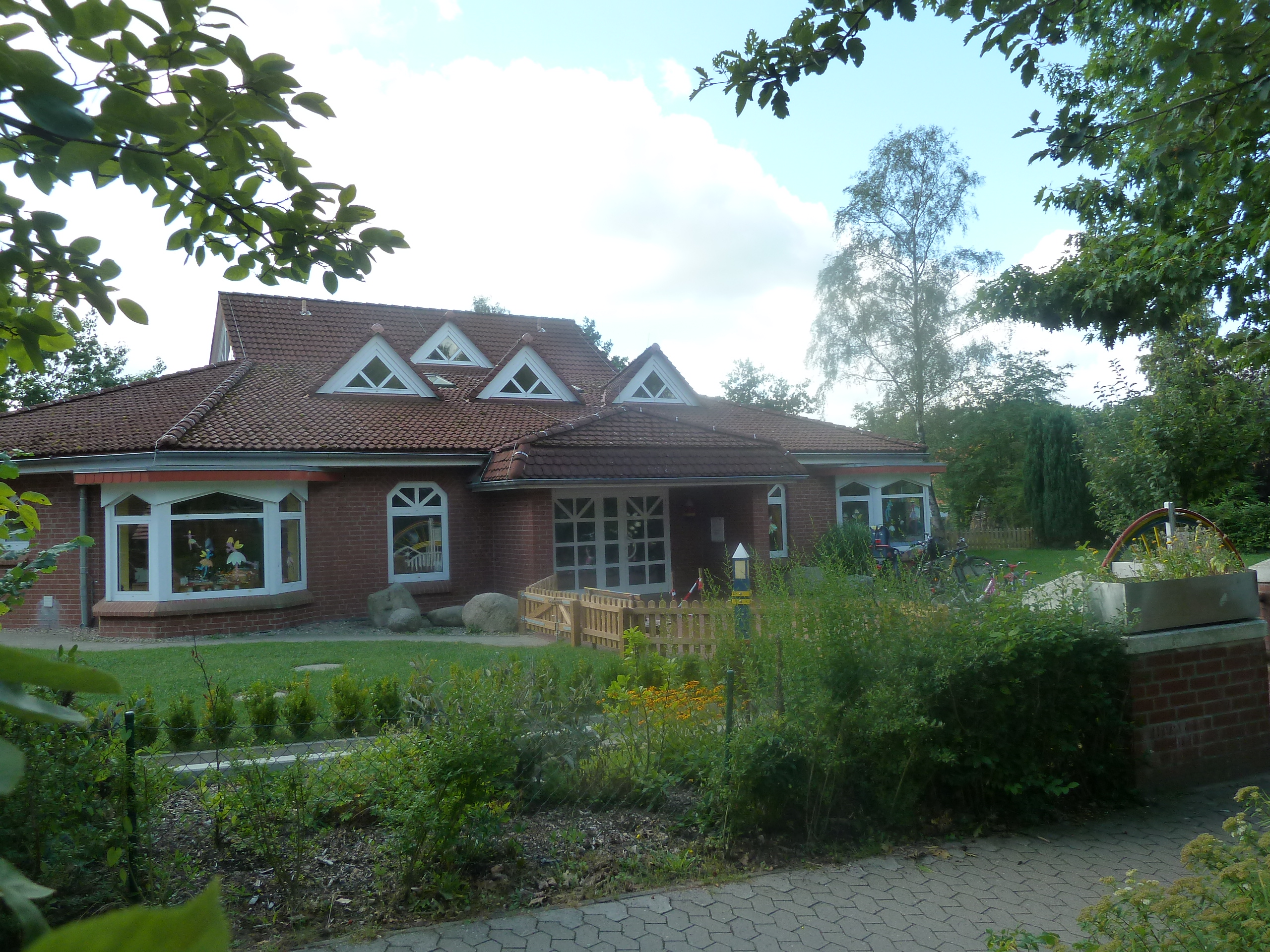
Evangelischer Kindergarten
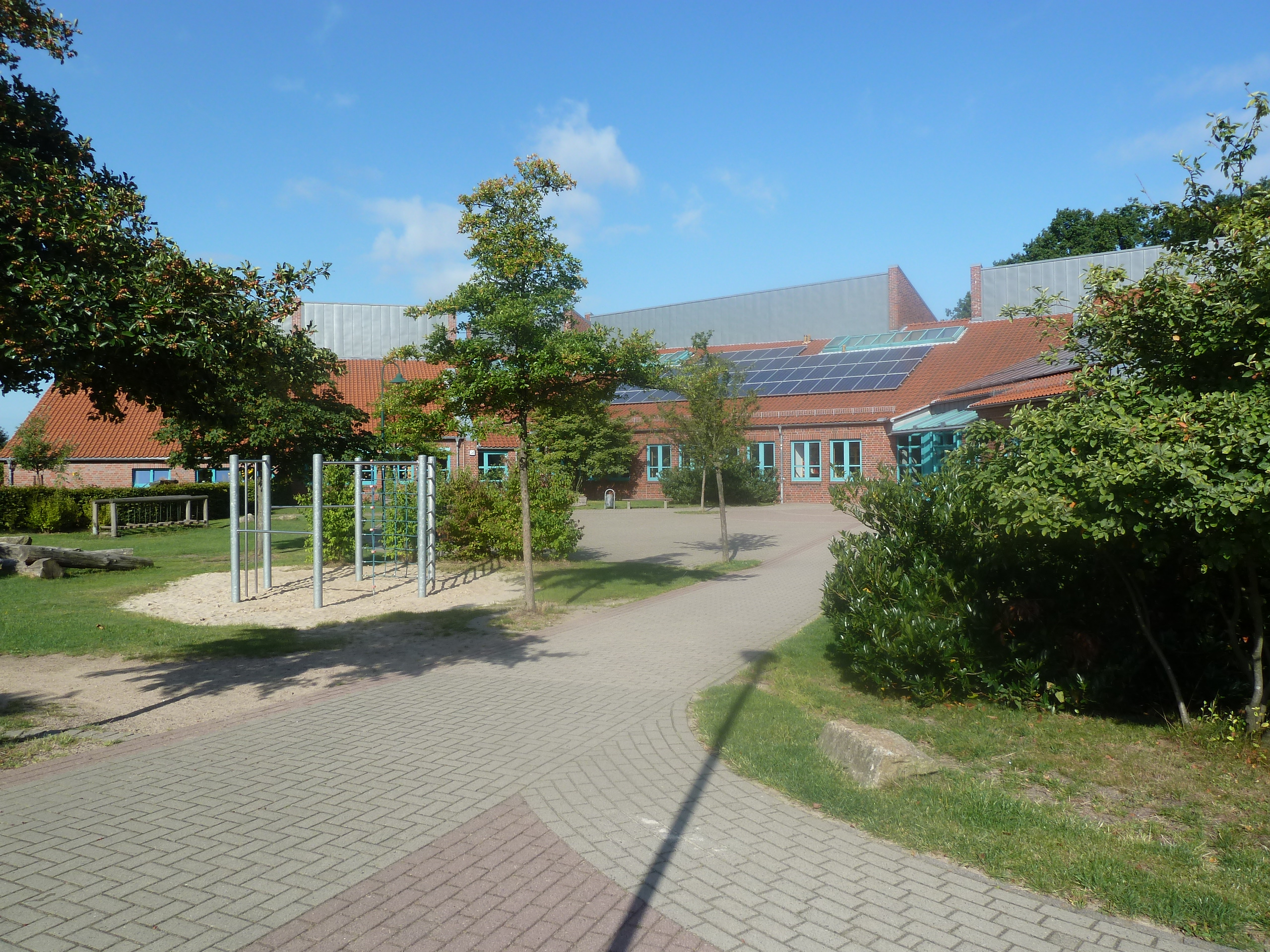
Grundschule Hansahlen
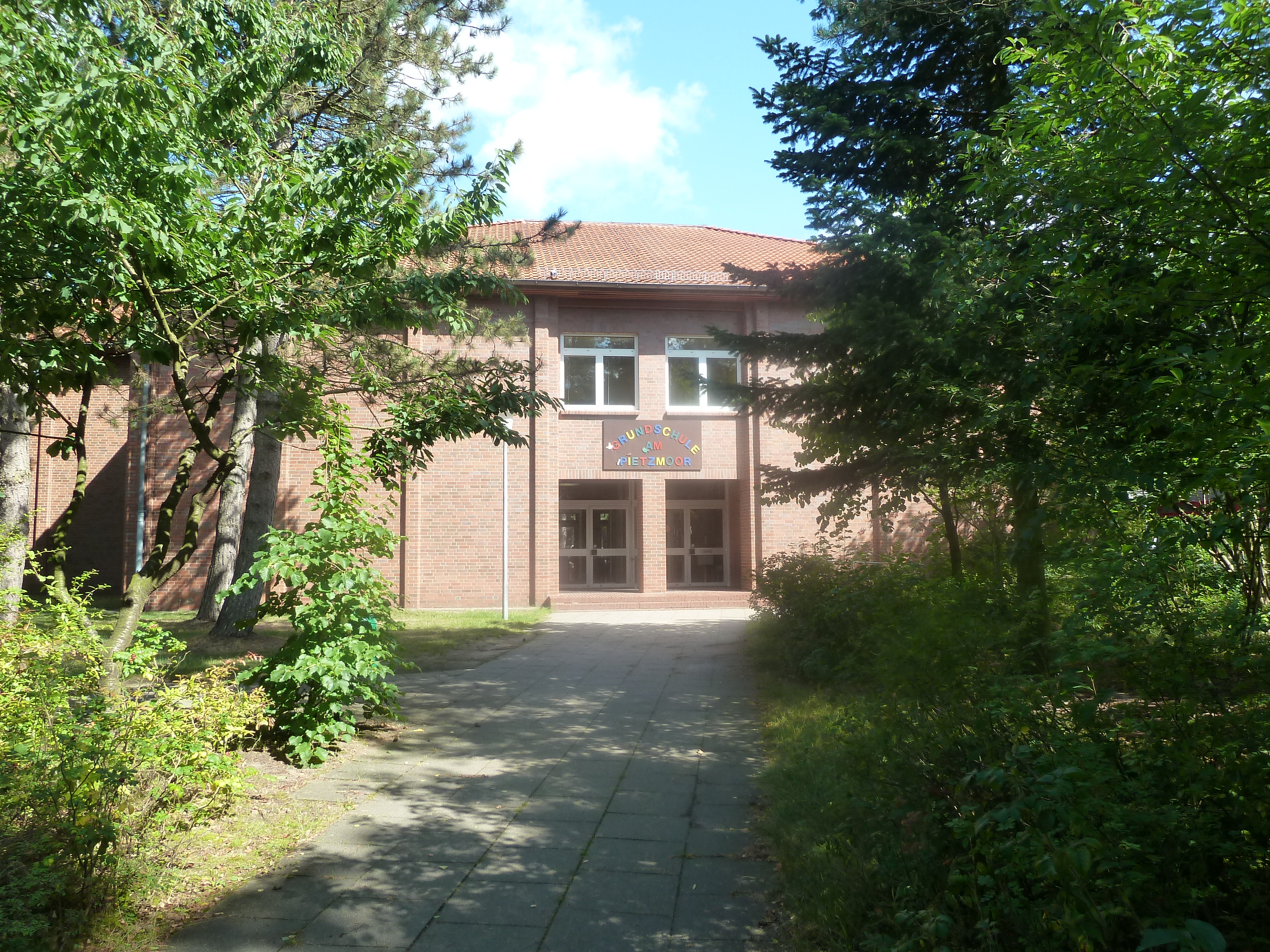
Grundschule Pietzmoor
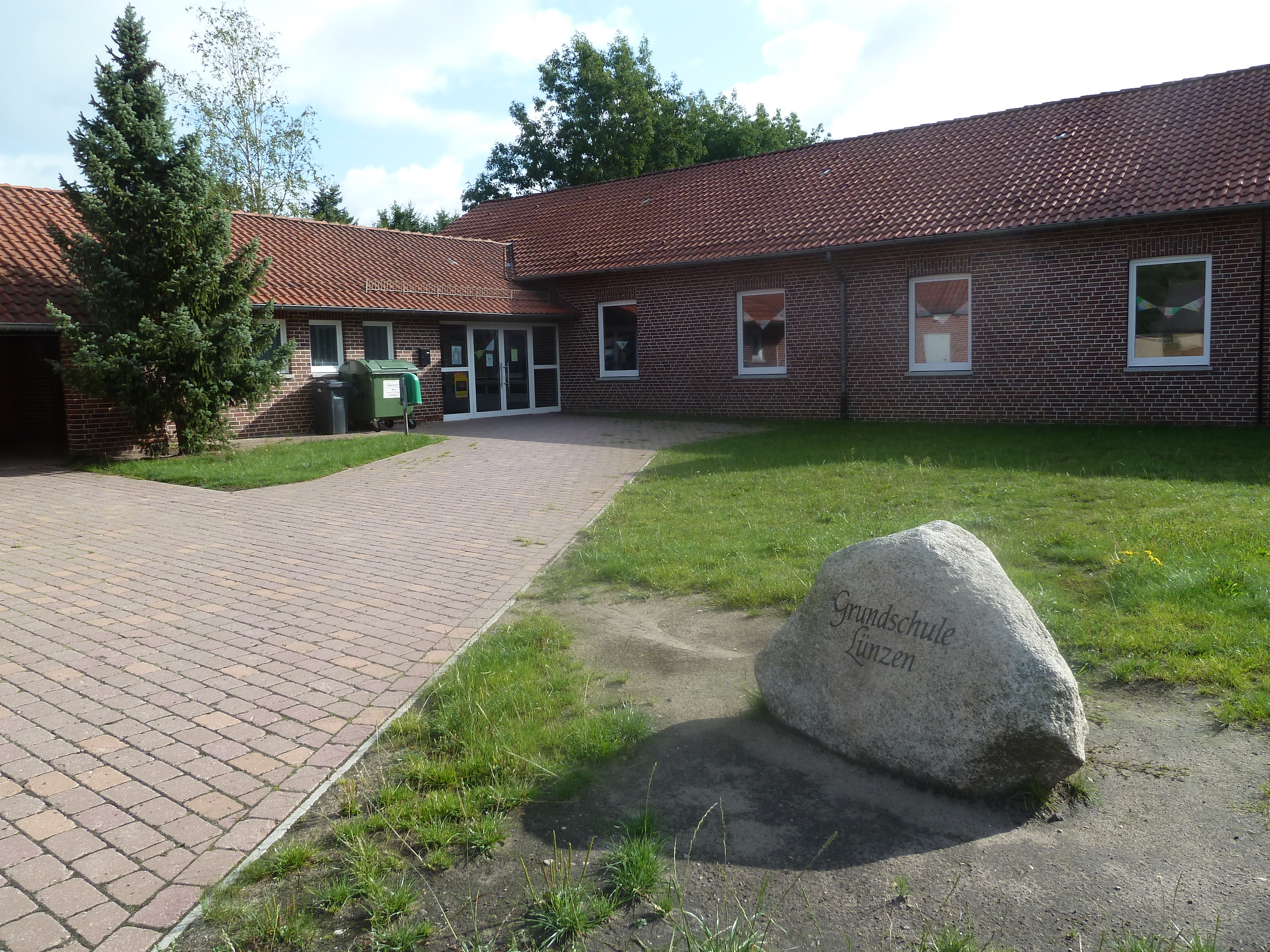
Grundschule Lünzen
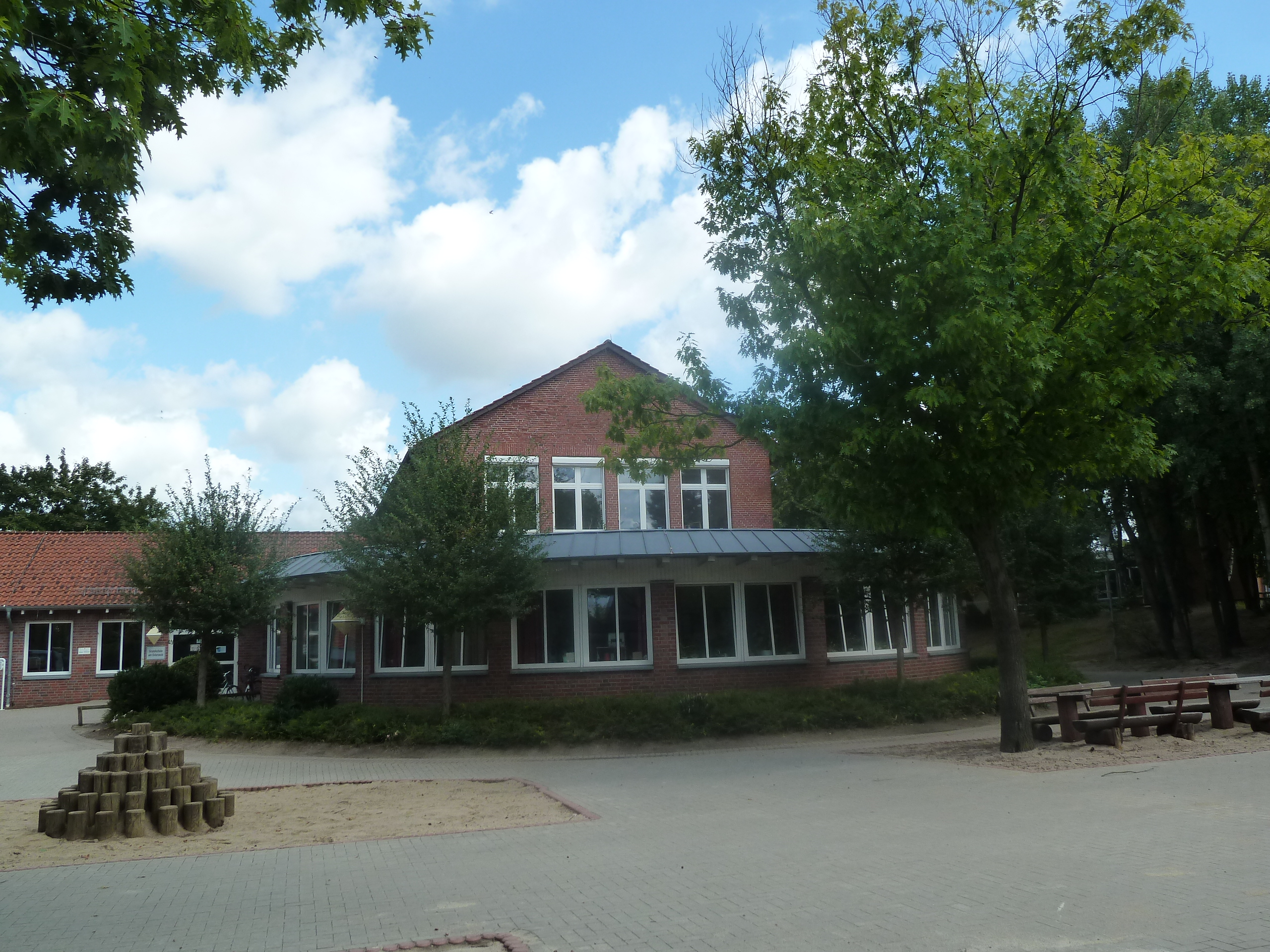
Osterwaldschule

### Verkehr

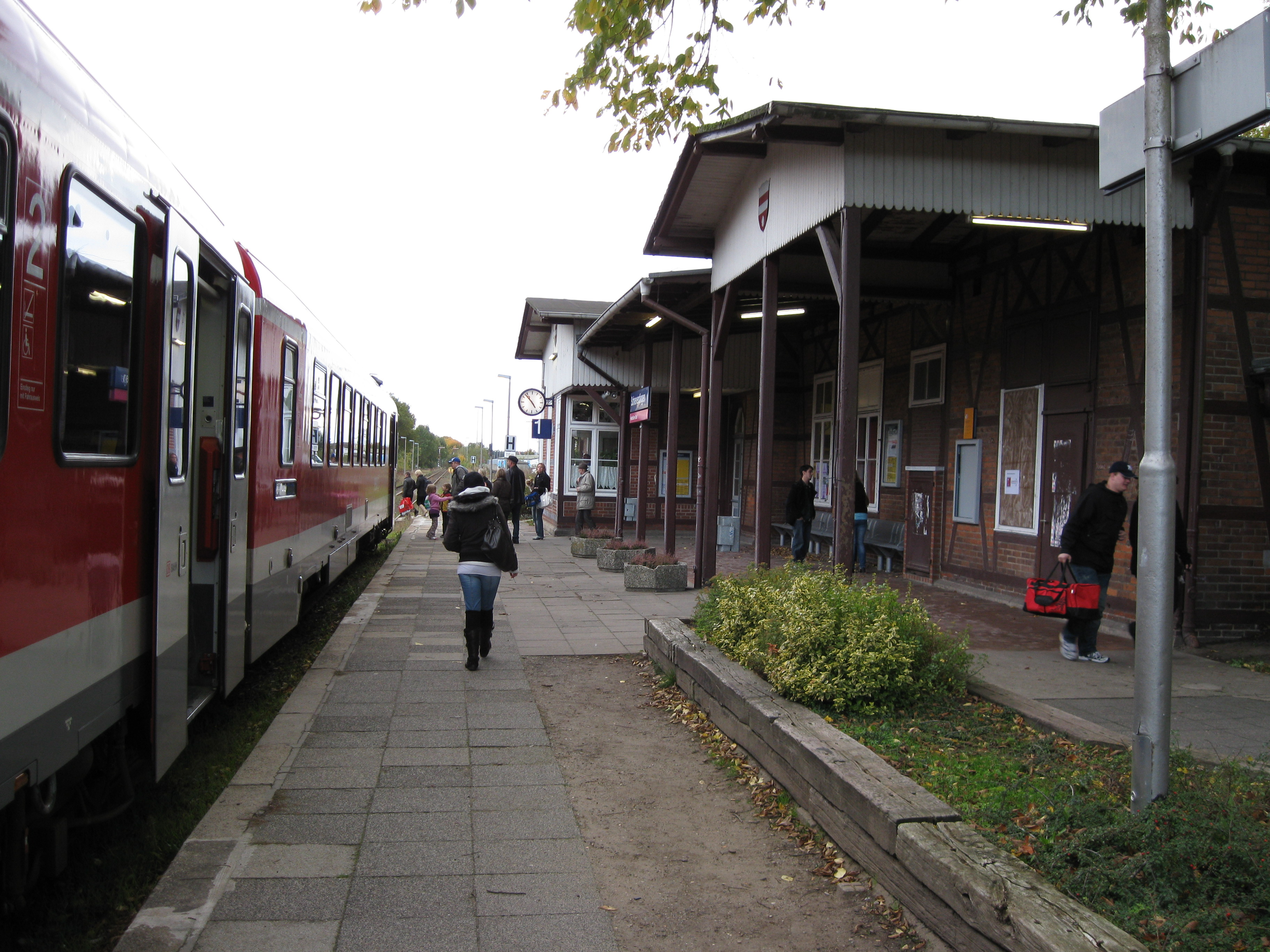
Bahnhof Schneverdingen

Schneverdingen ist traditionell nach Hamburg orientiert. Viele Berufstätige pendeln täglich nach Hamburg, Schneverdingen wird auch manchmal als südlichster Zipfel des „Hamburger Speckgürtels“ bezeichnet. Für diese Zugehörigkeit spricht auch, dass Schneverdingen mittlerweile an den HVV (Hamburger Verkehrsverbund) angeschlossen wurde. Schneverdingen besitzt seit 2014 eine Abfahrt an der Bundesautobahn 7, die sich an der Bundesstraße 3 befindet. Außerdem besitzt Schneverdingen einen Bahnhof an der Heidebahn sowie ein ehrenamtlich betriebenes Bürgerbus-Netz aus drei Linien, das die umliegenden Orte Wintermoor, Lünzen und Heber mit Schneverdingen verbindet.

## Persönlichkeiten

### Söhne und Töchter von Schneverdingen
- Frido Witte (1881–1965), Landschaftsmaler
- Ewald Hillermann (1906–2003), Autor plattdeutscher Erzählungen, Gedichte und Liedtexte
- Gustav Bosselmann (1915–1991), CDU-Politiker, früherer niedersächsischer Justiz- und Innenminister, geboren im heutigen Ortsteil Schülern, in Schneverdingen gestorben
- Fritz-Christoph Duden (1939–2017), Beamter und Mitglied der Hamburgischen Bürgerschaft
- Uwe Harten (* 1944 im Stadtteil Ehrhorn), deutscher Musikwissenschaftler
- Karsten Möring (* 1949), deutscher Politiker (CDU)
- Peter Goerke-Mallet (* 1955), Bergbau-Ingenieur und Markscheider des Bergwerks Ibbenbüren
- Cimo Röcker (* 1994), deutscher Fußballspieler

### Persönlichkeiten, die vor Ort gewirkt haben
- Simon Bruns (1525–1570), lutherischer Theologe und Reformator; starb hier
- Johann Christian Meier (1732–1815), Pädagoge, Pfarrer und Schriftsteller; starb hier
- Max Oertz (1871–1929), Yachtkonstrukteur; unterhielt einen Flugplatz in Schneverdingen
- Uwe Friedrichsen (1934–2016), deutscher Schauspieler, Hörbuch- und Synchronsprecher
- Jörg-Werner Schmidt (1941–2010), Maler und Installationskünstler mit Atelier im Camp Reinsehlen
- Matthias Schloo (* 1977), deutscher Schauspieler, wuchs in Schneverdingen auf